# Ezinu (cràter)
Ezinu és un cràter sobre la superfície del planeta nan Ceres, situat amb el sistema de coordenades planetocèntriques a 50.23 ° de latitud nord i 205.43 ° de longitud est. Fa un diàmetre de 116 km. El nom va ser fet oficial per la UAI el tres de juliol del 2015 i fa referència a Ezinu, deessa del gra de la mitologia sumèria.